# Vila Vila (Tarabuco)
Vila Vila ist eine Ortschaft im Departamento Chuquisaca im südamerikanischen Andenstaat Bolivien.

## Lage im Nahraum
Vila Vila ist einer der größeren Orte des Municipio Tarabuco in der Provinz Yamparáez. Die Ortschaft liegt auf einer Höhe von 2980 m am Quebrada Vila Vila und dem Zusammenfluss von Quebrada Chajramayu und Quebrada Pucamayu.

## Geographie
Vila Vila liegt zwischen dem Altiplano und dem bolivianischen Tiefland im Höhenzug der bolivianischen Cordillera Central. Das Klima ist ein kühl-gemäßigtes Höhenklima mit typischem Tageszeitenklima, bei dem die Temperaturunterschiede im Tagesverlauf stärker schwanken als im Jahresverlauf.
Die Jahresdurchschnittstemperatur in Tarabuco liegt bei etwa 9 °C (siehe Klimadiagramm Tarabuco), die Monatsdurchschnittswerte schwanken zwischen 6 °C im Juli und 11 °C im November. Der Jahresniederschlag beträgt 600 mm und weist vier aride Monate von Mai bis August mit Monatswerten unter 10 mm auf, und eine deutliche Feuchtezeit von Dezember bis Februar mit Monatsniederschlägen zwischen 100 und 125 mm.

## Verkehrsnetz
Vila Vila liegt in einer Entfernung von 79 Straßenkilometern östlich von Sucre, der Hauptstadt des Departamentos.
Durch Sucre führt die Nationalstraße Ruta 6, die bei Machacamarca an der Nord-Süd-Magistrale Ruta 1 beginnt, und die vorbei an Sucre und Tarabuco in den Gran Chaco im bolivianischen Tiefland führt und an der Grenze zu Paraguay endet.
Am Nordostrand von Tarabuco zweigt eine Landstraße in nördlicher Richtung ab, die vorbei an Vila Vila nach Cororo und weiter zur Landstadt Presto führt.

## Bevölkerung
Die Einwohnerzahl der Ortschaft ist im vergangenen Jahrzehnt sprunghaft angestiegen:
| Jahr | Einwohner         | Quelle       |
| ---- | ----------------- | ------------ |
| 1992 | keine Detaildaten | Volkszählung |
| 2001 | 44                | Volkszählung |
| 2012 | 275               | Volkszählung |
| 2024 |                   | Volkszählung |

Die Region weist einen hohen Anteil an Quechua-Bevölkerung auf, im Municipio Tarabuco sprechen 98,6 Prozent der Bevölkerung Quechua.